# Calle 62
La Calle 62 es una estación en la línea West End del Metro de Nueva York de la división A del Interborough Rapid Transit Company. La estación se encuentra localizada en Bensonhurst en Brooklyn entre la Calle 62 y la Avenida New Utrecht. La estación es servida en varios horarios por los trenes del Servicio  y .